# France Field Tir Libre
 (mai 2025).
France Field Tir Libre (FFTL, anciennement Fédération Française de Tir Libre) est une fédération nationale sportive, visant à promouvoir le tir à l'arc en France. Elle est affiliée à l'IFAA, contrairement à la FFTA, qui est affiliée à la WA, et n'est pas reconnue par le ministère des Sports.

## Création
La FFTL est fondée en 1982, et adhère deux ans plus tard à l'IFAA. Initialement nommée Fédération Française de Tir Libre, elle est renommée vers 2020 en France Field Tir Libre, supprimant le terme "Fédération Française", n'étant pas reconnue comme tel par le ministère des sports[réf. nécessaire].